# حوراء (اسم)
حَوْراء هو اسم علم مؤنث عربي الأصل.

## الاشتقاق
حَوْراء وجمعها للمؤنث حُور، وهي مؤنت أَحْوَرُ، وهو اسم فاعل مُشتق من الفعل حَوِرَ. حَوراء صفة مشبهة تدل على الثُبوت، فعندما يُقال امرَأة حَوراء، أي امرَأة اشتَدَّ بَيَاض بَيَاضِ عَيْنَيْها مَعَ سَوَادِ سَوَادِهِمَا، أما عندما يُقال الحَوراء من النساء فيقصد البيضاء منهن ولا يُقصد حَوَرُ عينيها.
كما ذُكر أنَّ الحَوراء هي المرأة الرقيقة الناعمة بيِّنة الحَوَر، وليس في البشرِ حَوَرٌ، إنَّما قيل للنساء حُوْرُ العيون؛ لأنهنَّ شُبِّهْن بالظِّباء والبقر الوحشي، والحَوْرَاء: لقبٌ زينب بنت علي بن أبي طالب.

## الشخصيات
- حوراء النداوي، كاتبة وروائية العراق.